# Xyris brachyfolia
Xyris brachyfolia är en gräsväxtart som beskrevs av Robert Kral och Maria das Graças Lapa Wanderley. Xyris brachyfolia ingår i släktet Xyris och familjen Xyridaceae. Inga underarter finns listade i Catalogue of Life.